# Rolf Knie
Rolf Knie (* 16. August 1949 in Bern) ist ein Schweizer Kunstmaler, Artist und Schauspieler.

## Leben
Knie ist der Sohn der mehrfachen Schweizer Meisterin im Tennis und im Eispaarlaufen Pierrette Dubois (1921–2013) sowie Fredy Knie senior, Bruder von Fredy Knie junior, dem artistischen Leiter des Circus Knie und Cousin von Franco Knie, technischer Direktor des Circus Knie in Rapperswil. 

Rolf Knie war bis in die Neunzigerjahre vor allem Clowndarsteller und Schauspieler, betätigte sich später aber auch als Kunstmaler.

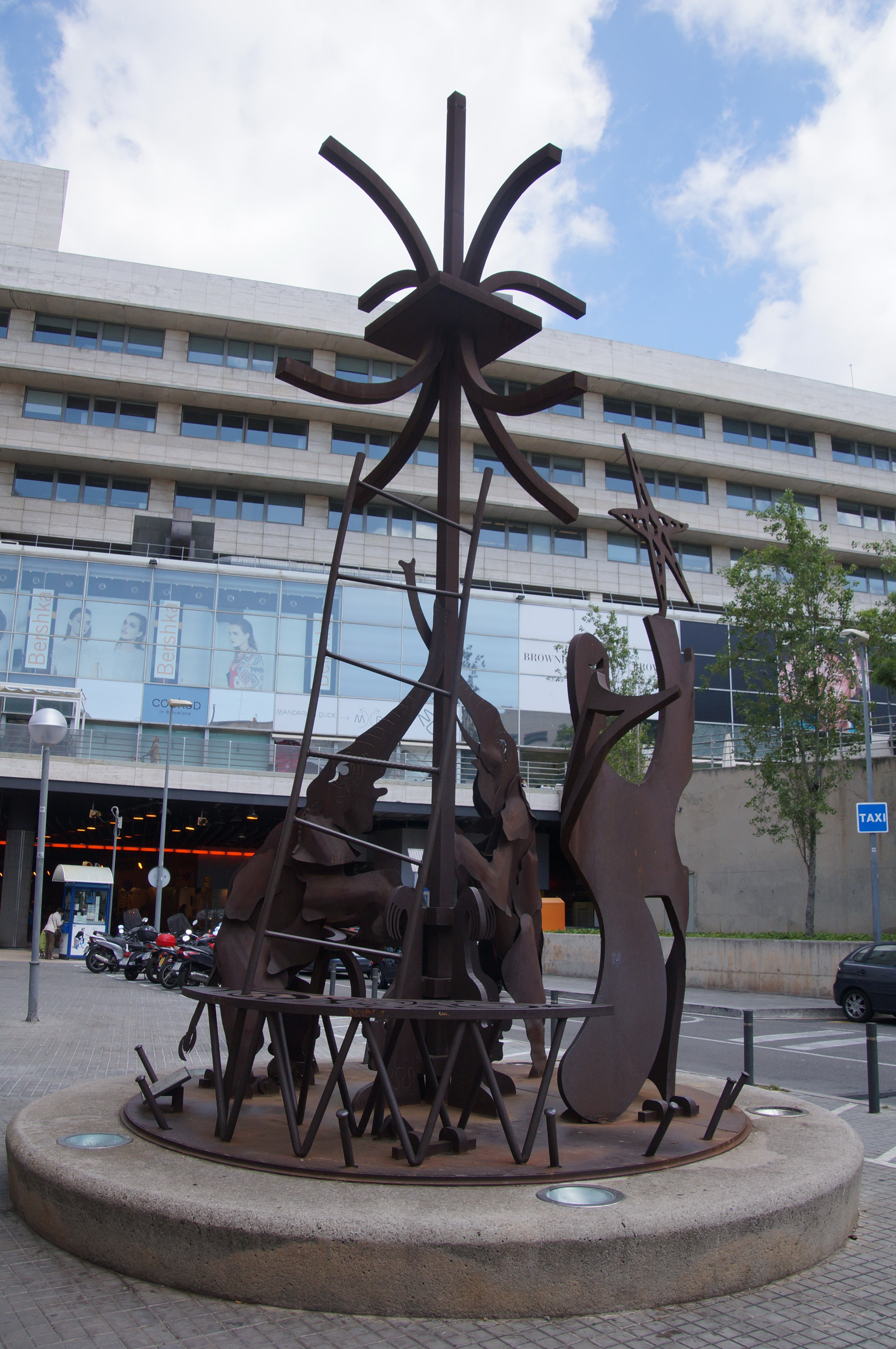
Eisen Circus, Skulptur in Les Corts (Barcelona) von Rolf Knie und Miquel Sarasate

Er verbrachte seine Kindheit im Zirkus und bereiste auf Tourneen die Schweiz. Seinen ersten Clownauftritt hatte er mit fünf Jahren. 1956 wurde er in Belp eingeschult und lebte bei einer Gastfamilie. 1962 wechselte er in die Sekundarschule im Internat Kaltbrunn. 1966 bis 1967 besuchte er die Handelsschule in Zürich und spielte in der Juniorenmannschaft des FC Zürich. 1967 brach er die Handelsschule ab und stieg aus der Juniorenmannschaft aus. Vom Herbst 1967 bis 1977 betätigte er sich in der Zirkusmanege.
1973 lernte er Gaston Häni kennen und begann mit ihm eine Clown-Karriere. Im gleichen Jahr heiratete er Erica Brosi. 1977 bildete er zusammen mit Gaston Häni und Pipo Sosman eine Theatergruppe und trat erstmals im Fernsehen in der Sendung Teleboy auf. Im gleichen Jahr lernte er den Schweizer Künstler Hans Falk kennen, der fünf Jahre lang den Circus Knie begleitete. Ebenfalls 1977 gab ihm der Kabarettist Emil Steinberger Unterricht im perspektivischen Zeichnen. Am 9. Oktober dieses Jahres wurde er Vater von Gregory Knie. 1981 schauspielerte er im ersten Film «Hotel» des Regisseurs Max Sieber. 1982 baute er sein eigenes Haus mit Atelier in Jona. In diesem Jahr spielte er im Film «Die Grafen», ebenfalls unter der Regie von Max Sieber. 1984 beendete er seine Zirkuskarriere, um sich seinem Bühnenprogramm widmen zu können. In diesem Jahr erfolgte die Scheidung von seiner Ehefrau. Am 14. April folgte die Premiere des Bühnenstücks «Wir machen Spass» unter der Leitung von Jiří Menzel und mit bekannten Clown-Kollegen wie Gaston Häni und Pipo Sosman. Mit Häni und Sosman drehte Rolf Knie 1986 den humoristischen Film «Die Schokoladen-Schnüffler» und hatte mit den beiden einen Auftritt im amerikanischen Spielfilm «Abenteuer im Spielzeugland». Im selben Jahr löste sich die Theatergruppe Häni, Knie und Sosman auf.
1987 spielte er im Bühnenstück Charleys Tante, welches von Eynar Grabowsky inszeniert wurde, hatte damit bis 1989 mehr als 450 Auftritte. 1988 nahm er eine schauspielerische Auszeit auf Mallorca, wo er sich in einem Atelier in Son Servera vor allem künstlerisch betätigte. 1989 erschien sein Buch «Rolf Knie. Vater, Maler, Clown, Schauspieler, Bildhauer». 1991 heiratete Knie zum zweiten Mal. Seine Frau Anabela Lorador-Rodriguez ist eine portugiesische Artistin.
Zusammen mit seinem Sohn Gregory produzierte Rolf Knie ab 2002 Salto Natale (seit 2022 «Salto»). Es handelt sich dabei um einen Zirkus mit Ähnlichkeiten zum Cirque du Soleil, der jeweils um die Weihnachtszeit in Kloten stattfindet. 2011 kreierten Gregory und Rolf Knie ein weiteres Circusunternehmen – den Liebescircus Ohlala. Im Jahr 2022 zog sich Rolf Knie aus dem Unternehmen zurück, um sich anderen Projekten zu widmen.
Am 12. März 2020 wurde in Dübendorf die Premiere eines von Rolf Knie inszenierten Circus-Musicals gefeiert, welches die 100-jährige Geschichte des Schweizer Traditionszirkus erzählt.
2024 brachte Rolf Knie das Erfolgsstück Charleys Tante, in der er auch mitspielt, erneut auf die Bühne. Die Premiere fand am 27. Januar 2024 in Rapperswil statt; gespielt wurde bis 27. April 2024. Aufgrund des Erfolgs ist für 2025 eine Wiederaufnahme geplant. Die Deutschschweizer Tournee soll vom 15. März bis 4. Mai 2025 laufen.

## Malerei
In den Jahren 1991 bis 2001 arbeitete Rolf Knie ausschliesslich als gestaltender Künstler und experimentierte mit neuen Techniken wie zum Beispiel Säurebildern oder dem Malen auf dem Stoff der Zirkuszelte. Seine häufigsten Motive sind Szenen aus dem Zirkus.
Ebenso realisierte er diverse Aufträge wie das Gestalten der Prix-Walo-Trophäe oder 30 Tierkostüme für die Parade im Disney’s Animal Kingdom.

## Auszeichnungen
- 1982: Rose d’Or – Auszeichnung für den komischsten Beitrag im Film «Hotel»
- 1995: Medienpreis – Schweizer Künstler des Jahres[6]
- ab 2015: Ehrenpräsidentschaft der von Karlheinz Böhm inspirierten Schweizer Stiftung Menschen für Menschen (Zürich), deren Stiftungsrat Knie zuvor geleitet hatte[7]
- 45. Prix Walo – Ehren-«Prix Walo»

## Filmografie (Auswahl)
- 1981: Hotel (Fernsehfilm von Max Sieber)
- 1983: Die Grafen
- 1986: Die Schokoladenschnüffler (Der Mörder mit der Tigerkralle)
- 1986: Abenteuer im Spielzeugland
- 2014: Der Maler der aus dem Circus kam, Wohlen: Avarel Studios, Urs Huber, 2014, [DVD]